# Аргентина на зимних Олимпийских играх 2010
Аргентина на зимних Олимпийских играх 2010 была представлена 7 спортсменами в двух видах спорта.

## Результаты соревнований

### Лыжные виды спорта

#### Горнолыжный спорт
Мужчины
| Соревнование      | Спортсмены                     | Скоростной спуск/ 1 спуск | Слалом/ 2 спуск | Всего   | Место |
| ----------------- | ------------------------------ | ------------------------- | --------------- | ------- | ----- |
| Скоростной спуск  | Кристиан Хавьер Симари Биркнер |                           |                 | 2:01,67 | 55    |
| Суперкомбинация   | Кристиан Хавьер Симари Биркнер | 2:00,58                   | DNF             | —       | —     |
| Супергигант       | Кристиан Хавьер Симари Биркнер |                           |                 | DNS     | —     |
| Гигантский слалом | Кристиан Хавьер Симари Биркнер | 1:20,87                   | 1:23,76         | 2:43,63 | 34    |
| Гигантский слалом | Агустин Торрес                 | 1:25,14                   | 1:28,12         | 2:53,26 | 54    |
| Слалом            | Кристиан Хавьер Симари Биркнер | 51,35                     | 53,37           | 1:44,72 | 26    |
| Слалом            | Агустин Торрес                 | DNF                       | —               | —       | —     |

Женщины
| Соревнование      | Спортсмены                 | Скоростной спуск/ 1 спуск | Слалом/ 2 спуск | Всего   | Место |
| ----------------- | -------------------------- | ------------------------- | --------------- | ------- | ----- |
| Скоростной спуск  | Мария Белен Симари Биркнер |                           |                 | 1:53,62 | 29    |
| Скоростной спуск  | Макарена Симари Биркнер    |                           |                 | 1:54,25 | 31    |
| Суперкомбинация   | Макарена Симари Биркнер    | 1:29,56                   | 46,81           | 2:16,37 | 26    |
| Суперкомбинация   | Мария Белен Симари Биркнер | 1:30,19                   | DNF             | —       | —     |
| Супергигант       | Мария Белен Симари Биркнер |                           |                 | 1:27,24 | 31    |
| Супергигант       | Макарена Симари Биркнер    |                           |                 | 1:27,48 | 32    |
| Гигантский слалом | Макарена Симари Биркнер    | 1:23,29                   | 1:18,73         | 2:42,02 | 45    |
| Гигантский слалом | Мария Белен Симари Биркнер | 1:23,60                   | 1:18,78         | 2:42,38 | 46    |
| Гигантский слалом | Николь Гастальди           | 1:24,25                   | 1:19,53         | 2:43,78 | 48    |
| Слалом            | Макарена Симари Биркнер    | 56,84                     | 55,51           | 1:52,35 | 36    |
| Слалом            | Мария Белен Симари Биркнер | 58,99                     | DNF             | —       | —     |
| Слалом            | Николь Гастальди           | DNF                       | —               | —       | —     |

#### Лыжные гонки
Мужчины
Дистанция
| Соревнование           | Спортсмен     | Результат | Место |
| ---------------------- | ------------- | --------- | ----- |
| 15 км свободным стилем | Карлос Ланнес | 41:34,9   | 82    |

### Санный спорт
Мужчины
| Соревнование | Спортсмены     | 1 заезд   | 1 заезд | 2 заезд   | 2 заезд | 3 заезд   | 3 заезд | 4 заезд   | 4 заезд | Итоговый результат | Итоговое место |
| Соревнование | Спортсмены     | Результат | Место   | Результат | Место   | Результат | Место   | Результат | Место   | Итоговый результат | Итоговое место |
| ------------ | -------------- | --------- | ------- | --------- | ------- | --------- | ------- | --------- | ------- | ------------------ | -------------- |
| Одиночки     | Рубен Гонсалес | 52,540    | 38      | 52,155    | 37      | 52,298    | 38      | 51,312    | 38      | 3:28,305           | 38             |